# فابیان کانال
فابیان کانال (فرانسوی: Fabien Canal‎؛ زادهٔ ۴ آوریل ۱۹۸۹ ‏(۳۵ سال)) دوچرخه‌سوار اهل فرانسه است.
از باشگاه‌هایی که در آن رکاب زده‌است می‌توان به تیم دوچرخه‌سواری آرمی دو تر اشاره کرد.